# Gambusia nicaraguensis
Gambusia nicaraguensis är en fiskart som beskrevs av Günther, 1866. Gambusia nicaraguensis ingår i släktet Gambusia och familjen Poeciliidae. IUCN kategoriserar arten globalt som otillräckligt studerad. Inga underarter finns listade i Catalogue of Life.